# 阿利塞达
阿利塞达（西班牙語：Aliseda），是西班牙埃斯特雷马杜拉卡塞雷斯省的一个市镇。总面积81平方公里，总人口2221人（2001年），人口密度27人/平方公里。